# Побуна албанског становништва у Плаву и Гусињу 1919.
Побуна албанског становништва у Плаву и Гусињу 1919. године настала је као последица анимозитета према Србији, Црној Гори и Србима у новонасталом Краљевству СХС која је желело да што пре успостави власт на целокупном простору који се нашао унутар њених граница. Њено избијање није случајно, нити је случајно добила велики међународни публицитет, јер је изазвана непосредно пред почетак рада Париске мировне конференције, која је будила наде албанских вођа, политички подстицаних и економски подржаваних од Италије, да ће територије тих округа бити припојене албанској држави.

## Предуслови
Протеривање Османског царства са Балканског полуострва, до кога је дошло почев од 1912. године (Први балкански рат, Први светски рат), утицао је на то да значајан део простора који су и Срби и Албанци сматрали својим, после више векова, буде „враћен“ Европи.
У Балканском рату, након борби и повлачења турске војске са положаја на Ђевојачком кршу, Шабовој глави и Јечмишту, црногорска војска је заузела Плав и Гусиње, 19. октобра 1912. године. Плав и Гисиње улазе у састав Краљевине Црне Горе, па затим Краљевине СХС.
Овај процес који је неминовно био праћен променом старих и успостављање нових државних граница на Балканском полуострву, довео је до сукобе са бројним последицам. Црна Гора је споразумно са Србијом, поделила Санџак и добила његов западни део. Србија је заузела источни дио Санџака, цело Косово и Македонију. На подручје западног Санџака, црногорска војска, у јесен 1912. године, уз прећутну сагласност краља Николе Петровића, вршила је терор по селима Пештери и Бихора, а у фебруару и марту 1913. године, у Плавско-Гусињском крају, над тамошњим муслиманима. Главни егзекутор ових злочина била је Доњовасојевичка бригада, односно „Беранска бригада“ којом је командовао познати муслиманомрзац Авро Цемовић.
Унутар новонасталих територија у саставу Краљевине СХС 1919. године Албанско  становништво, које је у Османском царству  имало  устаљене географске, етничке и државне границе, то више није имало. У таквим условима јавило се незадовољство албанских племена које је у наредном периоду резултовало сталном нестабилношћу политичких прилика на овом простору.
Са друге стране код Срба је после Балканских ратова, а посебно после Великог рата, „отворена“ могућност интеграције српске нације унутар југословенске државе, али та прилика није правилно искоришћена.
Померање старих и успостављање нових граница покренуло је насиља на Балканском полуострву, и оживело
„амбиције за простором“, и довело до мешање у односе балканских народа великих европских сила и држава. У том контексту а ради реализовања постављеног циља албански прваци су били спремни да постану „инструмент“ великих европских сила на Балкану.

## Чиниоци
Насупрот ревизионистичким и реваншистичким тежњама побеђених, била су Настојања Србије и Црне Горе као победника у балканскиом рату 1912. године и Великом рату била су усмерена ка „наплати“ своје ратне победе, задобију улогу у европској политици и постану чиниоци новог европског поретка успостављеног на крају рата. Тим успесима одређена је и спољнополитичка позицију новонастале Краљевине СХС, која се интензивно супротставила већини њених суседа, између осталих и албанској држави и Албанцима који су се нашли у границама југословенске државе и који се са новонасталом ситуацијом нису мирили.
У склопу напред наведених услова следећи чиниоци су најдиректније подстицали побуну албанског становништва у Плаву и Гусињу 1919. године:
- ментално-карактерни склоп локалног становништва, који је гајило идеју о  формирању велике албанске државе,
- агентурно присуство Италије која је подгрејавала све видове незадовољстава албанског становништва новом југословенском влашћу, у настојању да реализује своје аспирације на Јадрану и онемогући формирање југословенске државе,
- пропагандне поруке које је слала званична Тирана (влада Турхан паше) и њена великоалбанска политика,
- делатност албанских комитета чије су централе биле у Скадру, а одбори у Ђаковици, Пећи, Плаву, Гусињу, Приштини, Качанику, Вучитрну, Скопљу и Дебру.
- остварење коначног циља уједињењења свих Албанаца у једну државу, на основу великоалбанске идеје осмишљене 1877. године у Цариграду.

## Повод и метод
Напосредан поивод за побуну била је одлука да српска цивилна власт буде „враћена у живот у свим местима, која нису у зони војних операција“, донета у договору са француском војном командом,  и настојање власти да појача бојеву готовост чете војника у Плаву, није прихваћена од албанских првака, иако је намера српске Владе да свуда где је то било могуће локална српска власт буде састављена од „угледних мештана“.
Побуна се ширила великом брзином. Њена силовитост, страст побуњеника, војна организованост, бројност, преговарачки захтеви, говоре о чињеници да побуна није била спонмтани чин већ добро организован политички догађај, са територијалним претензијама.
Метод за који су се одлучили Албанци био је је сепаратистичка акција, побуна, оружани отпор.

## Ток побуне
После неуспешних преговора употребљена је војна сила. Резултат војне акције огледао се у деблокади Плава, протеривању побуњених албанских првака који су избегли у Гаш, Краснић, Малесију и одатле наставили своју антисрпску и антијугословенску акцију, стављању под контролу путног правца од Плава до Пећи. 
Добре и лоше стране сукобљених страна
Са једне стране побуна у Плаву и Гусињу показала је све слабости нове државе: 
- мала бројност војске, исцрпљене управо завршеним Великим ратом,[7]
- неефикасност валсти,
- нестручност и неорганизованост цивилне власти у Метохији – посебно полицијске,
- прибегавање непопуларним решењима (употреба добровољаца и црногорске војске),
- нерешен међународни статус.

Са друге стране нове државе налазили су се добро организовани и одлучни Албанци и муслимани подржани од званичне Италије.

## Последице
После гушења побуне гранична линија од Плава и Гусиња до јадранске обале постала је простор честих
инцидената, војних упада, оружаних обрачуна ширих размера, пљачке и несигурности.
Цео догађај италијанска пропаганда је настојала да представи као „масакар“ над албанским становништвом.